# Indian Hills (Kentucky)
Indian Hills – miasto w Stanach Zjednoczonych, w stanie Kentucky, w hrabstwie Jefferson.